# SPORTS X
『SPORTS X』（スポーツクロス）は、BS朝日で放送されていたスポーツエンターテインメント番組で、ゼビオの1社提供番組。

## 内容
古田敦也がスポーツに取り組む全国のアスリートたちに密着するスポーツエンターテインメント番組。開始当初は副タイトルに「部活応援宣言」としていたが、アシスタントが倉持明日香から高柳愛実に代わった2016年4月から副タイトルに「がんばれ!部活アスリート」がついた。番組では副タイトルにもあるようにオリンピック・パラリンピックを目指す若者の部活アスリートを取材する内容を中心に、五輪・パラ五輪で行われる種目について、その競技に精通した選手（現役・OB/OG）などを交え、その見所や特徴の解説などが行われる。
珍しいところでは、防衛大学校の学生が毎年実施するレクリエーション活動の大イベント「棒倒し大会」を取材し、年末（年度により年始も）の特集として放送する。
番組の収録は、横浜市港北区にあるゼビオが運営するスポーツ用品店「X SPOT」で行われている。

## 出演者

### MC
- 古田敦也
- 高柳愛実 - 2016年4月1日放送分から2017年3月31日放送分まではMC。2017年4月7日放送分から2018年9月28日放送分まではフィールドキャスター。2018年10月5日放送分からはMC。

### 過去の出演者
- 倉持明日香 - 番組開始から2016年3月25日放送分まで
- 徳永有美 - 2017年4月7日放送分から2018年9月28日まで

※古田は2015年から夏季の全国高等学校野球選手権大会期間中はこれの裏で、地上波テレビ朝日系列（朝日放送テレビと共同制作）の『熱闘甲子園』でMCを務めているが、当番組にも事前収録の形で出演している。

## スタッフ
- ナレーション：福田亨
- 構成：山本元太
- CAM：池田寛樹、小林利昭
- VE：田中健二、伊藤賢太
- EED：柳沢浩樹
- 音効：宮本陽一
- MA：関川一貴
- スタイリスト：中原正登、小川未久
- メイク：小林あやめ
- 広報：田中久美香（BS朝日）、平野大輔（BS朝日）
- デスク：雛元素子（BS朝日）
- AD：江﨑恵令奈、大崎大地、石井菖子
- ディレクター：新田元樹、三瓶翔士、岡本将彰、小林剛史
- 演出：熊澤謙一、関根崇、平野隆行
- 制作協力：ロントラ、つくりて
- プロデューサー：安田勲弥（BS朝日）、吉野友美、菊池吉太郎、西村佳之
- 番組企画立案・総合企画協力/エージェンシープロデューサー：関口洋一（東急エージェンシー）
- 制作：BS朝日、文化工房

### 過去のスタッフ
- 構成：弓場伸治、林田晋一、北原ゆき
- 撮影：岩切紀彦、松原学、安藤功
- リサーチ：山本元太、植田靖章
- 制作進行：吉野友美
- AD：真下知明、真壁瞬
- ディレクター：斎藤俊介、戸田光史、横山敦士
- 演出：横山敦士、福田徳隆
- プロデューサー：小菅聡之（BS朝日）、柴崎木綿子、渡部智生

## 放送時間
- 2012年4月 - 8月：毎週土曜日 12:30 - 13:00
- 2012年9月 - 2015年3月：毎週日曜日 17:30 - 18:00
- 2015年4月 - 2016年9月：毎週金曜日 23:30 - 翌0:00
- 2016年10月 - ：毎週金曜日 23:24 - 23:54

※番組編成上の理由で上記時間以外の放送となることも多い。